# Doppelmayr-Garaventa
Pour les articles homonymes, voir Doppelmayr (homonymie).

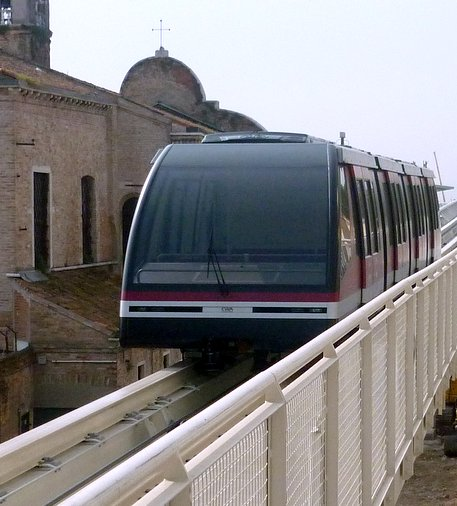
Transporteur urbain à Venise.

Doppelmayr-Garaventa ou Doppelmayr est une société spécialisée dans les transports par câble, basée à Wolfurt, dans le Bundesland du Vorarlberg en Autriche et à Goldau, dans le canton de Schwytz en Suisse.
Wolfurt est le centre de construction des systèmes de transports à mouvement continu (télésiège, téléski et télécabine), tandis que Goldau est le centre de construction des téléphériques et funiculaires.

## Histoire
En 1892, Konrad Doppelmayr fonde la société en lui donnant son nom. Mais ce n'est que dans le courant du XXe siècle qu'apparaissent les premières inventions de son entreprise.
En 1996, la société Doppelmayr achète Von Roll Seilbahnen AG, la branche remontées mécaniques du groupe suisse Von Roll.
Le fabricant de cabines CWA Constructions, basé à Olten en Suisse, est acheté par Garaventa en 2001. 
En 2002, les sociétés Doppelmayr et Garaventa fusionnent, pour créer le groupe Doppelmayr-Garaventa, aujourd'hui en grande collaboration avec Fatzer AG (basé à Brugg, en Suisse) et le constructeur Basler AG.
Son principal concurrent est le groupe HTI, qui regroupe les marques Leitner et Poma.

## Principales réalisations
- 1928 : Premier système de transport de matériaux à Rigi (Suisse), par Karl Garaventa.
- 1991 : Premier télésiège débrayable 6 places au monde au Mont Orignal (Canada). [réf. souhaitée]
- 1992 : Premier téléphérique Rotair à va-et-vient au monde au Titlis (Suisse).
- 1995 : Premier téléphérique à va-et-vient à deux étages au monde à Samnaun (Suisse).
- 1997 : Premier télésiège débrayable 8 places au monde à Vrådal (Norvège).
- 2002 : Premier système de transport par câble pour automobiles à Bratislava (Slovaquie). [réf. souhaitée]
- 2004 : Premier système de siège chauffant pour télésiège au monde à Schröcken (Autriche).
- 2005 : Première télécabine avec cabines tournantes à Sattel (Suisse). [réf. souhaitée]
- 2006 : Galzigbahn. Funitel avec grande roue à Sankt Anton am Arlberg (Autriche). [réf. souhaitée]
- 2008 : Téléphérique 3S détenant plusieurs records mondiaux à Whistler Blackcomb (Canada). [réf. souhaitée]
- 2008 : Nouveauté mondiale : 7 enfants sur un siège, accompagnés par un seul adulte à Serfaus (Autriche). [réf. souhaitée]
- 2009 : Nouveau garde-corps automatique avec repose-pied au Pitztal (Autriche). [réf. souhaitée]
- 2010 : Téléphérique de Tatev (Arménie). C'est le plus long téléphérique à va-et-vient du monde : 5 720 mètres.
- 2014 : Téléphérique 3S le plus long et le plus rapide du monde à Laura (Russie).
- 2014 : Réseau Mi Teleférico, aussi appelé Téléphérique La Paz - El Alto (Bolivie), considéré comme le plus grand système de téléphérique au monde (30,5 km, 10 lignes, 36 stations)[2].
- 2017 : Téléphérique de la Zugspitze (Allemagne). C'est le téléphérique à va-et-vient avec le plus grand dénivelé du monde (1945m), le plus long d'Europe avec le pylône le plus haut d'Europe. Il fut inauguré en 2017 mais cette même année, à la suite d'un accident technique (nacelle de secours mal accrochée lors d'un entraînement), une des deux cabine se fracassa contre un rocher.
- 2021 : Télécabine Orelle-Caron (France), première télécabine au monde à pouvoir se ranger dans un hangar le soir et à en ressortir pour se fixer au câble le matin.

## Navettes de transport
Le groupe développe des applications de systèmes à câbles dans le domaine des transports de personnes en navettes.
Deux filiales du groupe sont engagées dans ce marché, CWA-Constructions et surtout Doppelmayr Cable Car GmbH (DCC), une filiale à 100 % du groupe.
En utilisant les technologies de propulsion par câbles, Doppelmayr Cable Car fabrique des navettes automatiques de personnes. Le système Cable Liner peut être utilisé dans les aéroports, les centres-villes, les liaisons de transport intermodal de passagers, les parcs de loisirs, les campus, les centres de villégiature. La première installation achevée fut le Mandalay Bay Tram (en), à Las Vegas en 1999. D'autres réalisations suivirent par exemple l'« AirRail Link » à l'aéroport international de Birmingham. L'entreprise est chargée d'exploiter certains des systèmes qu'elle construit.
CWA-Constructions apporte une contribution en réalisant des projets de téléphérique urbain, tout en ayant, dans la construction des véhicules en aluminium, des références anciennes, par exemple pour la navette de l'aéroport International de Newark en 1991, et nouvelles, par exemple celle du Cable Liner de Venise.

## Autres réalisations
Outre les remontées mécaniques, l'entreprise construit des ascenseurs inclinés (sous le nom ABS Transportbahnen), ainsi que des systèmes de logistique automatisés (LTW Intralogistics).
Doppelmayr a aussi produit un prototype d'attraction pour le parc d'attractions Walibi Belgium : le Vertigo.